# Distrikt Ichocán
Der Distrikt Ichocán liegt in der Provinz San Marcos in der Region Cajamarca in Nordwest-Peru. Der Distrikt wurde am 11. Dezember 1982 gegründet. Er hat eine Fläche von 67,9 km². Beim Zensus 2017 wurden 1995 Einwohner gezählt. Im Jahr 1993 lag die Einwohnerzahl bei 3470, im Jahr 2007 bei 2149. Sitz der Distriktverwaltung ist die auf einer Höhe von 2596 m gelegene Ortschaft Ichocán mit 592 Einwohnern (Stand 2017). Ichocán liegt im Nordwesten des Distrikts, knapp 6 km südöstlich der Provinzhauptstadt San Marcos an der Nationalstraße 3N.

## Geographische Lage
Der Distrikt Ichocán liegt im Osten der peruanischen Westkordillere und dort im Süden der Provinz San Marcos. Die Längsausdehnung in NW-SO-Richtung beträgt 20 km, die maximale Breite liegt bei knapp 8 km. Entlang der südöstlichen Distriktgrenze fließt der Río Crisnejas, ein linker Nebenfluss des Río Marañón, nach Osten. Im Südosten reicht der Distrikt bis zur Einmündung des Río Shirac in den Río Crisnejas.
Der Distrikt Ichocán grenzt im Südwesten an die Distrikte Eduardo Villanueva und Chancay, im Nordwesten an den Distrikt Pedro Gálvez, im Nordosten an den Distrikt José Manuel Quiroz sowie im Südosten an den Distrikt Sitacocha (Provinz Cajabamba).